# Elymnias tampyra
Elymnias tampyra är en fjärilsart som beskrevs av Hans Fruhstorfer 1914. Elymnias tampyra ingår i släktet Elymnias och familjen praktfjärilar. Inga underarter finns listade i Catalogue of Life.